# Karl Max Gebhardt
Karl Max Gebhardt (1834–1915) war ein Mann.

## Leben
Er wurde mit Ehefrau Magdalena, geb. Höhn (1839–1903), aus Reutte in Tirol verheiratet. Karl Max hatte an der Kunstgewerbeschule in München und anschließend in Mantua studiert. 1877 bis 1904 war er Professor für Dekorationsmalerei und Komposition an der Kunstgewerbeschule. Sein Bruder, Ludwig Gebhardt (1830–1908), hatte sich als Landschaftsmaler in München niedergelassen. Maler wurden auch die drei Söhne, Karl Gebhardt (1860–1917) und Heinrich Georg Gebhardt (1863–1899) und Ignaz Gebhardt (1869–1946).
| Personendaten    | Personendaten                                                              |
| ---------------- | -------------------------------------------------------------------------- |
| NAME             | Gebhardt, Karl Max                                                         |
| KURZBESCHREIBUNG | Professor für Dekorationsmalerei und Komposition an der Kunstgewerbeschule |
| GEBURTSDATUM     | 1834                                                                       |
| STERBEDATUM      | 1915                                                                       |